# David (kralj)
David (hebrejsko דָּוִד in דָּוִיד Dāwīd) je bil po 1. (1 Sam) in 2. Samuelovi knjigi (2 Sam), 1. knjigi kraljev (1 Kr) in 1. knjigi Kronik (1 Krn) Tanak in Stare zaveze, judovski kralj in kot naslednik Savla tudi Izraela. Šlo naj bi za okoli leta 1000 pr. n. št. in velja za avtorja številnih psalmov, Davidovih psalmov. Biblijsko pričakovanje Mesije se je razvilo iz preroške obljube o večnem obstoju Davidove rodbine (2 Sam 7).

## David v Samuelovih knjigah

### Mladi David
David se je rodil kot najmlajši Jesejev sin v Betlehemu. Kot dečka ga je Samuel mazilil za bodočega kralja. Kmalu je prišel na Savlov dvor, o katerem Biblija pripoveduje v dveh medsebojno izključujočih se različicah. V prvi (1 Sam 16,14-23) je Savla razveselilo Davidovo igranje na citre, ker ga je »mučil zli duh, ki ga je poslal Gospod«. Takoj za tem (1 Sam 17) sledi dobro znana zgodba o zmagi nad velikanom Goljatom: pastir David, ki naj bi dejansko prinašal kruh in sir svojim bratom na služenju vojaškega roka, ni mogel prenesti bogokletnega posmehovanja filistejskega prvaka. Potem so ga predstavili Savlu in ga opremili z njegovim oklepom, vendar se je temu odrekel in s preprosto fračo pokončal Filistejca, oklepljenega v bronu in železu (sklic na začetek železne dobe v vzhodnem Sredozemlju). Nato je Savel vprašal, čigav sin je bil ta pogumni deček in ga prosil, naj pride na njegov dvor.
Na dvoru je David kmalu pritegnil Savlovo zavist, ker je bil videti večji junak od kralja. Nato ga je Savel večkrat poskušal ubiti. Davida je Savel poslal v boj s Filistejci, iz katerega naj bi mu prinesel 100 kož pobitih Filistejcev. Savel je domneval, da bo David v tej bitki umrl. Če pa bo Davidu uspelo ujeti kožico, mu je Savel za ženo obljubil hčerko Michal. David ni le preživel boja, ampak je Savlu celo prinesel 200 kož umorjenih Filistejcev. Tako je bila zakonska zveza Davida in Michalo zapečatena (1 Sam 18,17–28). Michal je Davida opozorila na nadaljnje morilske namene njenega očeta (1 Sam 19,11-18) in mu pomagala pobegniti. Podpiral ga je tudi Savlov sin Jonatan, s katerim je bil David tesen prijatelj (1 Sam 19,1-7).
David se je prebil skozi vodjo tolpe, Savel pa ga je s 3000 izbranimi vojaki ujel. V En Gedi je kralj slučajno šel v tisto jamo, v kateri so se skrivali David in njegovi ljudje, da bi opravil svojo  potrebo. Toda namesto da bi ga umoril, kot je zahtevala njegova tolpa, je David samo odrezal vogal kraljeve halje. To je predstavil Savlu pred jamo v znak njegove zvestobe. Kralj je globoko ganjen prerokoval, da bo nekega dne postal kralj po njem in prisegel, da ne bo škodoval njegovi družini ali imenu. Potem ga je izpustil. Kot rezultat, se je David naslonil kot fevdni mož na Filistejce. Med svojim bivanjem je ukrepal proti roparskim tolpam v puščavi. David je Savlu drugič prizanesel, ko se je prikradel v Savlovo taborišče in mu v znak superiornosti ukradel le vrč s sulico in vodo. Anonimni avtor zgodbe z dvakrat prizanašanjem Savlu pokaže Davidovo spoštovanje kraljestva severnega Izraela. To je kasneje severnoizraelskim plemenom olajšalo prepoznavanje Davidovega kraljestva, ki se je na koncu razširilo na severno in južno cesarstvo.

### David kot kralj
Ko so se Filistejci oboroževali proti Izraelu, so se odrekli Davidovi podpori, ker mu niso zaupali. Savel je umrl v boju s Filistejci. Z njim je padel njegov sin Jonatan, za katerega je David kasneje dejal »Tvoja ljubezen mi je bila čudovita, bolj kot ženska ljubezen« (2 Sam 1,26). Ker prestolonaslednika ni bilo več, so starešine Izraelcev Davida mazilili za kralja v Hebronu (2 Sam 5,3). Leta prej ga je prerok Samuel v Betlehemu mazilil za kralja južnega Judovega plemena. (1 Sam 16,1). Samoumevnost, o kateri poročajo o razdelitvi Izraela na severno in južno kraljestvo za Davidovega življenja, omogoča sklep, da je bila ta dihotomija, ki jo Biblija priča šele po Salomonovi smrti, verjetno veliko starejša.
S političnimi potezami in odpravo ali navezanostjo na sebe je David prešel nad Savlove potomce: postal je tudi kralj nad Izraelom, ki pa je ostal neodvisno kraljestvo. Obe sferi sta bili povezani v osebni uniji. David je zdaj osvojil Jeruzalem, ki je bil točno na meji med kraljevinama. Posledično mesto ni spadalo v nobeno od dvanajstih plemenskih območij, ampak je kot kronsko posest pripadalo samo kralju.
Po utrditvi svoje politične moči je David v Jeruzalem prinesel skrinjo zaveze, ki je bila prej shranjena v šatoru v Silu, da bi oslabila tamkajšnje duhovništvo in bi Jeruzalem postal versko središče kraljestva. David je vodil vrsto pretežno uspešnih vojn proti sosednjim ljudstvom Izraela, večino pa je zanj vodil njegov nečak Joab. Rezultat je bil velik imperij, ki naj bi vključeval Baalbek in Damask na severu, Moab na vzhodu, območje do Rdečega morja na jugu in kopno do Sredozemlja na zahodu. Vendar osvojitev filistejskih ozemelj na obali med Gazo in Jaffo ni uspela.
V času kampanje proti Amoncem je David spal z Batšebo, ženo Uriaja, Hetita, ki je bil eden od njegovih častnikov. Takrat je bil njen mož daleč od oblegane Rabbe. Ko je David izvedel, da je Batšeba noseča, je Uriaja vrnil v Jeruzalem v upanju, da bo spal z Batšebo in kasneje otroka priznal kot svojega. Vendar pa Uriaja ni hotel iti v svojo hišo in spat s svojo ženo, medtem ko so se vojna dejanja nadaljevala, ostalim vojakom pa so odvzeli ta privilegij. Morda pa je tudi spregledal Davidovo namero.
Potem je David Joabu v pismu, ki ga je osebno poslal Uriaju (pregovorno pismo Uriaja), naročil, naj ga postavi v ospredje in se nato umakne od njega, da bi ga lahko ubili. Tokrat je Davidov načrt deloval in se poročil z vdovo. Po Savlovi hčeri Michal, Abigail iz Maona in Ahinoam iz Jezreela, Haggit, Egla, Abital in Maacha, hči kralja Tamarisa iz Geschurja, je bila Davidova osma žena. Prerok Natan mu je zagrozil z božjo kaznijo in otrok Batšebe je umrl. Kljub svojemu grehu je David ob predstavitvi Samuelove knjige ostal Božji ljubljenec, četudi mu je bila za kazen odrečena gradnja jeruzalemskega templja. To je bilo rezervirano za drugega otroka, ki ga je Batšeba rodila Davidu in sicer Salomonu.
Še en Davidov sin Absalom (tudi Abšalom) je poskušal strmoglaviti očeta, kar mu je skoraj uspelo. Malo pred smrtjo je stari David po nasvetu Batšebe in Natana (preroka) imenoval Salomona, da je ambiciozno Adonijo zamenjal za naslednika in ga mazilil za kralja.
Davidova slika v Samuelovih knjigah je psihološko diferencirana. Prikazuje tako svetlo kot temno plat junaka, kot so oklevanje, dvom, prijateljstvo, ljubezen, starost, jeza, želja in resna krivda. To je v tedanjih kraljevskih pravljicah brez primere.

### Božja zaveza Davidu
Osrednje besedilo božanske obljube večne rodbine Davididov je 2 Sam 7,1-29 z vzporednico v 1 Kr 7,1-17. Tam poročajo o Davidovi želji, da bi Bog imel "hišo", tj. zgradil tempelj. Vendar Bog na to odgovarja - po preroku Natanu -, da to ni Davidova naloga, temveč naloga njegovih potomcev. Namesto tega bi on, Bog, Davidu zgradil hišo, tj. rodbino, ki bo trajala večno. V tem besedilu tej Božji obljubi ne rečemo 'zaveza', ampak nekaj poglavij kasneje v 2 Sam 23,5. Poleg tega je takšna 'zaveza' z Davidom omenjena v Ps 89,40, Ps 111,9, Iz 55,3 in Jer 33,21. Razpravlja se o tem, katero besedilo (fragmenti) je bolj izvirno. Tu je ključno vprašanje, ali je bila obljubljena vladavina po političnem koncu kraljestva Davidu razlagana kot dogodek, ki je bil v zgodovini odrešenja še vedno izjemen. V 1 Kr 2,4 in 1 Kr 8,25 je omenjen predpogoj za zavezo z Davidovim kraljestvom: Izraelci morajo ostati na Božjih poteh. Tu lahko postavimo vprašanje ali je s to pogojno veljavnostjo obljube v Knjigi kraljev treba uvesti razlago o odsotnosti te politične rodbine. Kakor koli že, Stara zaveza se ne samo večkrat sklicuje na to tradicijo božje obljube Davidovim potomcem, ampak je Nova zaveza z njo v mnogih pogledih povezana tudi s pričakovanjem Mesije. (Lk 1,32)

## David v Novi zavezi
V nasprotju z drugimi kralji Stare zaveze (Savel, Salomon) je David v Novi zavezi zelo sprejet. Posebno zanimanje izhaja iz ideje, da mora pričakovani Mesija prihajati iz Davidove hiše, tako da je Jezusa večkrat nagovoril z naslovom 'Davidov sin'.
V zgodbah o otroštvu po Matejevem evangeliju in po Lukovem evangeliju, ki navajata dve različni liniji Jezusovih prednikov, je bila rodoslovna povezava med Jezusom in Davidom vzpostavljena po njegovem očetu Jožefu. Ustreza tudi temu, da se je Jezus rodil v Davidovem mestu Betlehem. V evangeliju po Mateju je Jezus nagovarjan kot Davidov sin, zlasti v čudežnih zgodbah in je zato imenovan Mesija, ki prinaša zveličanje. Tudi Pavel predpostavlja Jezusov rod iz Davidove družine (2 Tim 2,8 in Rim 1,3). V Janezovem evangeliju nekateri njegovi sodobniki izpodbijajo Jezusovo mesijanstvo s sklicevanjem na Jezusovo poreklo iz Galileje (Jn 7,40–43). Tu postane vidna tedaj razširjena nevednost o Jezusovem izvoru  ali pa je izraženo, da avtor tega evangelija ne domneva davidskega izvora Jezusa. To široko novozavestno pričevanje naj bi pokazalo, da je bila »tradicija, da izhajamo iz Davida, živa v Jezusovi družini«. Če pogledamo poznejše rodove, je David postal odrešen lik in podoba upanja za prihajajočega Mesija. To je moral biti Davidov potomec ('sin').

## David v krščanstvu
Davidov pomen za krščanstvo temelji na dejstvu, da je Jezus imenovan Mesija, sin Davida. Tudi njegova molitev in kesanje po zapeljevanju Batšebe ter pogum, da se bori v spopadih s sovražniki in skušnjavami, sta tudi vzorna.
Srednjeveški avtorji so Davida videli kot prototip psalmista in pesnika; takrat je veljal za zavetnika pesnikov in pevcev. V himni Dies irae sta s Sibilo napovedovala prihod Sodnega dne. David je v srednjem veku veljal za zglednega viteza in zglednega kralja; dvorjani so Karla Velikega radi obravnavali kot 'novega Davida'.
Zgodnjosrednjeveški armenski zgodovinar Movses Čorenazi je sledil spustu rodbine Bagratidov do kralja Davida. Davidovo maziljenje preroka Samuela je bilo vzor za cerkveno maziljenje kraljev v srednjem veku. Tudi v zgodnjem modernem obdobju je imel David pomembno vlogo vladarja kot vzor. V  slikarstvu in kiparstvu je prikazan predvsem kot zmaga nad Goljatom, pa tudi kot glasbenik in plesalec. Z ustvarjanjem glasbe pred svojim predhodnikom Savlom se David pojavi kot prototip sodobnega glasbenega terapevta. Kot plesalec pred skrinjo zaveze lahko simbolizira pobožnega vladarja, pa tudi zmagovitega, ki zmagoslavno vstopi v mesto. David kot avtor in pevec psalmov simbolizira nadnaravni navdih cerkvene glasbe, glasbeno izobrazbo posvetnega vladarja, lahko pa ga upodabljamo tudi kot nebeškega glasbenika v maniri angelov, kot glasbenega pokrovitelja ali kot svetopisemsko figuro identifikacije melanholično-kontemplativnega umetnika.

## David v islamu
David se v Koranu pojavlja kot Dāwūd (arabsko داود, tudi داوود). V suri 2, v vrsticah od 249 do 251, je omenjena tudi Davidova zmaga nad Golijatom (arabsko Ǧālūt, جالوت). V suri 21, 78. verz, se David pojavlja kot zgleden vladar in sodnik, v suri 38, verzi 21-25 pa kot pokesan grešnik. V suri 5, vrstica 82, sta David in Jezus preklela skupino Judov, ki niso upoštevali božjih zapovedi. V suri 34, verzi 10-12 (prav tako 21, 80) je David kovač, ki zmehča železo, iz katerega izdeluje verižno srajco. Poleg tega je poudarjena njegova čarobna lastnost pevca, ki je bila primerna ne samo za vplivanje na ljudi, temveč tudi na divje živali in naravo.

## David v zgodovini
Dejstvo, da je David dosegel obilje moči, prikazane v Bibliji, se v zadnjih raziskavah močno dvomi. Z egiptovske in asirske perspektive je bil nedvomno le provincialni princ. Biblijski prikaz njegovega in Salomonovega vladanja kot vrhunca izraelskega državnega pomena ne zdrži literarnega in predvsem arheološkega nadzora. V času Davida naj bi imel Jeruzalem največ 1500 prebivalcev. Glede na pomanjkanje arheoloških dokazov in pomanjkanje omembe v zapisih drugih imperijev ni mogoče govoriti o 'velikem Davidovem imperiju'.
Svetopisemske pripovedi prikazujejo davidovsko in še posebej solomonovsko dobo kot idealen čas, vendar so bile te zapisane veliko kasneje. V današnjih biblijskih študijah je splošno sprejeto, da je bila Samuelova knjiga sestavljena iz različnih virov v času judovskega kralja Jozije. Jozija je vladal od 640 do 609 pr. n. št. in poskušal razširiti svojo vladavino nad severnim imperijem, ki so ga evakuirali Asirci - zgodba o združenem imperiju pod vodstvom Davida in Salomona bi bila v tej interpretaciji zanimiva produkcija mitov in kot zgodovinski vir zanimiva le za čas njegovega nastanka.
V zadnjem času se tako imenovani minimalisti bibličnih študij sploh sprašujejo ali je David kdaj obstajal: Britanski arheolog Philip R. Davies je denimo izrazil sum, da je Davidov lik »tako zgodovinski kot kralj Arthur«. Pravzaprav ni arheoloških najdb, ki bi jih lahko z gotovostjo dodelili njegovi osebi. Navsezadnje napis iz Tel Dana, najden leta 1993, kaže, da so okoli leta 840 pr. n. št. judejski kralji dejansko veljali za pripadnike 'Davidove hiše'. Raziskovalci trdijo tudi, da so ime David razkrili na moabitski  Meševi steli iz 9. stoletja pred našim štetjem in v reliefu, ki ga je faraon Šešonk I. naredil v Tebah, vendar so ta branja sporna. Sklicuje se tudi na besedila iz mezopotamskega mesta Mari, v katerih se beseda dawidum pojavlja v pomenu junaka ali vojskovodje. V skladu s tem David prvotno ne bi mogel biti osebno ime, ampak naslov, vendar je tudi to branje negotovo.

## Davidov grob
Davidov grob se časti kot Davidov grob na gori Sion v Jeruzalemu. To je sveto mesto judovstva. Pristnost Davidovega groba je dvomljiva.

## Etimologija
Prvotna oblika imena je hebrejsko דָּוִד Dawidh, 'ljubljeni, dragi (božji)', standardno hebrejsko Dávid, tiberijsko hebrejsko Dāwiḏ; arabsko داود Dāʾūd ali Dāwūd, iz zahodnosemitskega DWD. Ime se pojavlja kot twti kot oznaka tujca na egiptovski steli okoli leta 1750 pred našim štetjem. 

## Spominski dnevi
- Rimskokatoliški: 29. december
- Pravoslavni: 26. december in nedelja po božiču
- Armenski: 25. in 26. december
- Koptski: 19. decembra [16]

## V umetnosti in literaturi
- David, bronasti kip Donatella (okoli 1430)
- David, bronasti kip Andrea del Verrocchio (1473–1475)
- David, slika Pedra Berrugueteja (1450–1504)
- David, kip Michelangelo (1501–1504)
- David, kip Gian Lorenzo Bernini (1623–1624)
- David in Jonatan, svetopisemska opera Marc-Antoine Charpentier (1688)
- Davidova vzvišenost, igra Alberta Ludwiga Grimma (1811)
- David, oratorij v dveh delih na podlagi besed iz Svetega pisma Carl Gottlieb Reissiger (glasba) (1852)
- Zgodovina kralja Davida, nedokončano glavno dramsko delo Richarda Beer-Hofmanna (1906–1936)
- Kralj David, simfonični psalm v treh delih Arthurja Honeggerja po drami Renéja Moraxa (1921/1923)
- David in Batšeba, celovečerni film (1951)
- David in Golijat, celovečerni film (1959)
- David, najmlajši Izaijev sin, zgodba Adalberta Seipolta (1970)
- Poročilo kralja Davida, zgodba Stefana Heyma (1972)
- Bog ve, roman Josepha Hellerja (1984)
- Kralj David, celovečerni film (1985)
- King David, glasbeni cikel / pesmi Alana Menkena (glasba) in Tima Ricea (besedilo) (1997)
- Biblija – David, celovečerni film (1997)
- Kralj David, glasbena drama Christiana Stückla (besedilo / režija) in Markus Zwink (glasba) kot del pasijonske igre Oberammergau (2005)
- David, opera Lorenza Dangla (glasba) in Giovannija Netzerja (libreto) (2007